# Pedagogika pracy
Pedagogika pracy – dział pedagogiki, którego przedmiotem badań jest praca człowieka, jej różnorodne uwarunkowania i wpływ wychowawczy na jednostkę, znaczenie pracy wytwórczej w kształceniu ogólnym, dostosowane stanowiska pracy do człowieka, przystosowanie pracownika do jego warunków pracy itp. 
Pedagogika pracy wykrystalizowała się jako dyscyplina pedagogiczna dopiero w latach siedemdziesiątych wieku XX. Związana jest nierozłącznie z ruchami społecznymi, szczególnie z zagadnieniami stosunku człowieka do pracy.